# Graziano Mancinelli
Graziano Mancinelli (Milano, 18 febbraio 1937 – Concesio, 8 ottobre 1992) è stato un cavaliere italiano.Specialista del salto ostacoli, fu tra i maggiori protagonisti della scena equestre internazionale del dopoguerra con i fratelli Piero e Raimondo D'Inzeo.

## Biografia
Conosciuto come "Il Cavaliere" per antonomasia, di famiglia modesta, muove i primi passi a Roma, presso la Società Ippica Romana, dove il padre si era trasferito per lavorare come istruttore.
Fin da bambino venne impiegato per i lavori di scuderia più umili, montando cavalli problematici da recuperare. Questo non impedì che il suo talento venisse notato dall'allora istruttore della Farnesina, il Colonnello Chiantìa; costui intuì le doti eccezionali di quel ragazzino che, non potendo permettersi cavalli di proprietà, doveva portare in gara i cavalli della scuola, con i quali iniziò a vincere le prime gare.
Le vittorie iniziarono a moltiplicarsi, tanto che la "società bene" romana iniziava a vedere di cattivo occhio questo ragazzino sconosciuto che con cavalli inferiori si "permetteva il lusso" di battere binomi ben più blasonati.
Ad ogni buon conto in quel periodo la squadra della Farnesina mieteva vittorie su vittorie; all'età di 15 anni Graziano Mancinelli era già leader fra gli under 18 europei (2 medaglie d'argento a squadre nel 1952 e nel 1953, oro a squadre nel 1954).
All'età di 17 anni abbandona la scuola della Farnesina e, dopo un periodo difficile, avviene l'incontro con Osvaldo Rivolta, milanese, grande commerciante e uomo di cavalli, che intravede con Mancinelli l'opportunità di valorizzare i suoi cavalli e quindi i suoi affari; offre a Mancinelli una sistemazione, un buon rapporto economico ma soprattutto cavalli qualitativi da montare.
Il circolo ippico Vigentino iniziò a riempirsi dei trofei conquistati da Mancinelli, aumentavano i clienti che volevano montare sotto la direzione tecnica di Mancinelli e aumentavano gli acquirenti dei cavalli che egli portava alla vittoria.
Ormai, nel mondo equestre italiano il nome di Mancinelli si era inserito di prepotenza a fianco dei due mostri sacri della nostra equitazione, i fratelli Piero e Raimondo D'Inzeo.
Nel 1960 venne escluso dalla squadra che partecipò alle olimpiadi di Roma perché ritenuto un "professionista"
Nel 1962 Osvaldo Rivolta muore e i fratelli decidono di vendere il circolo ippico Vigentino; su iniziativa di Donna Beatrice Binelli, proprietaria di una tenuta a Castellazzo di Bollate, alcuni ex soci del Vigentino iniziarono a costruire un centro ippico, di cui Mancinelli divenne il direttore tecnico.
Il "Castellazzo" rimarrà il suo quartier generale fino alla fine; tutt'oggi la struttura è operativa.
Ottiene il primo grande successo internazionale a Roma nel 1963, dove si aggiudica l'oro individuale ai Campionati Europei. La consacrazione definitiva arriva però agli inizi degli anni settanta: vince l'argento individuale ai Campionati del Mondo di La Baule cui fanno seguito nel 1972 l'oro individuale e il bronzo a squadre alle Olimpiadi del 1972 a Monaco.
Nel 1980 viene eletto Presidente del Comitato Regionale Lombardo della FISE, carica che verrà rinnovata per altri due mandati consecutivi.
Nel 1985 ebbe la soddisfazione di vincere a 48 anni, la Coppa delle Nazioni a Squadre con l'Italia a Piazza di Siena.
Nel 1989 è stato c.t. della Nazionale di Equitazione, portando la squadra italiana alla vittoria dei Giochi del Mediterraneo ad Atene nel 1991, e al bronzo individuale (G. Nuti).
È scomparso nel 1992 all'età di 55 anni.

## Professionismo e Dilettantismo
Come detto a Mancinelli non fu permesso di partecipare alle Olimpiadi di Roma 1960 in quanto ritenuto "professionista".
L'assenza di Mancinelli iniziava però a farsi sentire in quanto risultava difficile riuscire a comporre una squadra che fosse assolutamente competitiva a livello internazionale.
L'allora presidente della FISE, Gen. Tommaso Lequio di Assaba, riconoscendo l'indiscusso valore di Mancinelli e ritenendo la sua figura fondamentale all'interno della squadra, si adoperò molto per far iscrivere Mancinelli nel ruolo di dilettante, probabilmente aiutato anche da uno "stratagemma" di Rivolta che adottò Mancinelli, facendolo così portacolori della famiglia e liberandolo dal suffisso di professionista.

## I Cavalli
In uno sport come l'equitazione, dove il risultato agonistico è figlio del binomio cavallo/cavaliere, sarebbe ingrato non ricordare i "compagni d'avventura" di Mancinelli; è impossibile citare tutti i cavalli montati dal Cavaliere ma fra i tanti si ricordano:
- Ussaro - primo cavallo importante - sauro imponente e dal carattere difficile, che in tutta la sua vita obbedì solo Mancinelli
- Elke - grigia tedesca con la quale debuttò in Coppa delle Nazioni a Lucerna
- Mirtillo - sauro sardo - nel 1960 vince 42 Gran Premi su 44 disputati
- Rockette - grigia irlandese - con lei Mancinelli nel 1960 ottenne il titolo di Miglior Sportivo dell'Anno e nel 1963 vince il Campionato Europeo
- The Rock - grigio irlandese fratello di Rockette e a lei affiancato nell'Europeo del 1963
- Fidux - baio tedesco - affidato a Mancinelli pochi giorni prima del Mondiale di La Baule del 1970 vince l'argento individuale
- Ambassador - grigio irlandese con il quale vince la Medaglia d'Oro Individuale di Monaco nel 1972

## Palmarès
Ai Campionati Italiani
- 1967 - Montelibretti - con Petter Patter -
- 1972 - Salice Terme - con The Lodger -
- 1974 - Sanremo - con Lydican -
- 1976 - Merano - con Lydican -
- 1977 - Punta Ala - con Ursus del Lasco -
- 1981 - Salice Terme - con St. Parnou

Quella del 1967 fu la prima edizione dei Campionati Italiani di Salto Ostacoli, in precedenza Mancinelli fu comunque primo nella Classifica dei Cavalieri - in base alle vittorie riportate nell'anno nei concorsi ippici - negli anni 1960-1961-1962-1963-1964-1965-1966-1967
Ai Campionati Europei
- Roma 1963 - Medaglia d'oro individuale - con Rockette

Ai Campionati del Mondo
- La Baule 1970 - Medaglia d'argento individuale - con Fidux

Alle Olimpiadi
- Tokyo 1964 - Medaglia di bronzo a squadre - con Rockette
- Monaco 1972 - Medaglia di bronzo a squadre - con Ambassador
- Monaco 1972 - Medaglia d'oro individuale - con Ambassador

### Partecipazioni e Risultati
- Piazza di Siena - oltre 100 presenze
- Coppa delle Nazioni - 108 presenze - 30 vittorie
- Gran Premi - oltre 250 presenze - 11 vittorie[2]
- In squadra nazionale - oltre 200 presenze

|           | Coppa delle Nazioni                                                               | Gran Premio              |
| anno 1958 | - Lucerna: 4°                                                                     | ---                      |
| anno 1960 | - Nizza:1° - Torino: 1°                                                           | ---                      |
| anno 1961 | - Roma: 1° - Londra: 1° - Madrid: 2° - Aquisgrana: 2° - Dublino: 2° - Ginevra: 2° | - Madrid: 1°             |
| anno 1962 | - Nizza: 1° - Roma: 1° - Londra: 2° - Dublino: 1°                                 | ---                      |
| anno 1963 | - Nizza: 1° - Roma: 3° - Madrid: 2° - Aquisgrana: 2° - Londra: 3° - Dublino: 4°   | - Nizza: 1° - Madrid: 1° |
| anno 1964 | - Nizza: 2° - Roma: 1° - Aquisgrana: 1° - Londra: 2°                              | - Nizza: 1°              |
| anno 1965 | - Nizza: 1° - Roma: 1° - Aquisgrana: 1° - Londra: 1° - Dublino: 5° - Ginevra: 2°  | - Ginevra: 1°            |
| anno 1966 | - Parigi: 5° - Roma: 1° - Lucerna: rit. - Aquisgrana: 1°                          | ---                      |
| anno 1967 | - Nizza: 4° - Roma: 5° - Aquisgrana: 2° - Londra: 2° - Dublino: 3° - Ginevra: 2°  | - Berlino: 1°            |
| anno 1968 | - Roma: 1° - Aquisgrana: 1° - Londra: 4° - Dublino: 5°                            | - Berlino: 1°            |
| anno 1969 | - Nizza: 3° - Roma: 3° - Aquisgrana: 4° - Dublino: 3° - Ginevra: 2°               | ---                      |

|           | Coppa delle Nazioni                                                         | Gran Premio               |
| anno 1970 | - Roma: 3° - Aquisgrana: 4° - La Baule: 2° - Dublino: 2°                    | ---                       |
| anno 1971 | - Roma: 4° - Fontainebleau: 2° - Aquisgrana: 5° - Dublino: 3° - Ginevra: 5° | ---                       |
| anno 1972 | - Madrid: 3° - Roma: 1° - Dublino: 3°                                       | - Roma: 1°                |
| anno 1973 | - Nizza: 2° - Roma: 2° - Ginevra: 6°                                        | ---                       |
| anno 1974 | - Roma: 1° - Barcellona: 1°                                                 | ---                       |
| anno 1975 | - Roma: 1° - Fontainebleau: 1° - Barcellona: 1° - Aquisgrana: 6°            | - Madrid: 1°              |
| anno 1976 | - Roma: 1° - Madrid: 1° - Aquisgrana: 1° - Dublino: 4° - Parigi: 2°         | - Madrid: 1° - Vienna: 1° |
| anno 1977 | - Roma: 1° - Barcellona: 1°                                                 | ---                       |
| anno 1978 | - Nizza: 7°                                                                 | ---                       |
| anno 1979 | - Roma: 5° - Parigi: 7°                                                     | ---                       |
| anno 1980 | - Lucerna: 7°                                                               | ---                       |
| anno 1985 | - Roma: 1°                                                                  | ---                       |

## Riconoscimenti
- Medaglia d'Oro al Valore Atletico nel 1973
- Nel maggio 2015, una targa a lui dedicata fu inserita nella Walk of Fame dello sport italiano a Roma, riservata agli ex-atleti italiani che si sono distinti in campo internazionale.[3][4]